# Zdenka Ticharich
Zdenka Ticharich, (Zdenka von Ticharich), (Budapest, 26 settembre 1900 – Budapest, 15 febbraio 1979), è stata una pianista, docente e compositrice ungherese.

## Biografia
Zdenka Ticharich nacque a Budapest, in Ungheria. Studiò con István Tomka alla Scuola Nazionale di Musica, poi con Ferruccio Busoni ed Emil von Sauer all'Universität der Künste Berlin a Berlino e composizione con Franz Schreker dal 1923 al 1925. I giovani compositori della classe di Schreker erano popolari nelle sale da concerto e nei teatri d'opera in Germania, ma furono costretti all'esilio e la loro musica bandita dal Terzo Reich prima della seconda guerra mondiale. Dal 1947 al 1969 la Ticharich insegnò pianoforte all'Accademia di musica di Budapest. Morì a Budapest nel 1979.
Capriccio di Berthold Goldschmidt (1903–1996) fu composto per la Ticharich nel 1927. Era un soggetto popolare per i ritratti degli artisti:
- Woman with Lace Ödön Márffy (1878–1959), 1930
- Zdenka Ticharich and Csinszka Ödön Márffy, 1930
- Portrait of Ticharich Zdenka József Rippl-Rónai (1861–1927), 1921

## Lavori
La Ticharich compose per voce, orchestra e pianoforte solista. Tra i lavori selezionati figurano:
- Scherzo-Valse
- Suite per piano

## Registrazioni
Le composizioni della Ticharich sono state registrate e pubblicate su CD, tra queste:
- Suite for piano, Kolja Lessing Piano, EDA Records (2000)
- Franz Schreker's Masterclasses in Vienna and Berlin, Vol. 3